# خوتير ناديا
تعد محمية ومتحف ولاية كاربينكو-كاري "خوتير ناديا" موقعًا تاريخيًا وطنيًا لأوكرانيا؛ والتي تم إنشاؤها على أرض مملوكة لإيفان كاربينكو كاري الكاتب المسرحي والشخصية المسرحية في أواخر القرن التاسع عشر وأوائل القرن العشرين.
يقع المجمع الصغير على بُعد 29 كـم (18 ميل) غرب كروبيفنيسكي (كيروفوهراد سابقًا، يليزافيتجراد، ليزافيثراد) في قرية ميكولايفكا، وليس بعيدًا عن شبكة الطرق الأوروبية الدولية الرئيسي إي 50.

## التاريخ

### الأيام الأولى
تأسست عام 1871 من قبل والد الكاتب المسرحي كاربو توبيليفيتش، وسُميت على شرف زوجته ناديا تاركوفسكا.، من ثم اختار كاربينكو كاري هذا المبني كمقر إقامة دائم له.
في البداية، احتفظت عائلة توبيليفيتش بالعقار؛ كمزرعة خاصة متواضعة ومنذ ذلك الوقت تم الحفاظ على "بيت الأب" وبئر شوماك القديم. بعد عودته من ثلاث سنوات من المنفى السياسي في ربيع عام 1887 استقر إيفان كاربينكو-كاري في المزرعة، وقرر تحويلها إلى زاوية خلابة من الطبيعة - على حد تعبيره "واحة في الصحراء".

### الحقبة السوفيتية
تم إعلان خوتير ناديا كمتحف ومحمية للدولة في عام 1956. منذ ذلك الحين أصبح مؤسسة من قبل متحف كيروفوهراد الإقليمي، واحتفلت العديد من الشخصيات البارزة في الثقافة الأوكرانية بتميزها، بما في ذلك يوري يانوفسكي، بيترو بانش، أوليز هونشار، وألكسندر كورنيتشوك.
في عام 1982 قبل الذكرى المئوية لنجوم المسرح الأوكرانيين، أعادوا ترميم المسرح؛ الذي دُمر عام 1944. عشية الاحتفال بالذكرى السنوية الـ 150 للكاتب المسرحي، افتتحوا معرضًا مسرحيًا وأدبيًا وتذكارياً جديدًا.

## شهرة مسرحية
كتب توبليفيتش 11 من مسرحياته الـ 18 في خوتير ناديا. وشمل ذلك "ستو تايكياش"("مائة ألف")، "حزين" ("ماستر")، الدراما التاريخية "سافا تشالي"، "غاندزيا" وغيرها.
في أوقات مختلفة، عاش ميكولا سادوفسكي وباناس ساكاهانسكي وم. سادوفسكا-باريلوتي أيضًا في العزبة. وكان من بين الزوار الفنانين زانجكوفيتسكا، م. كروبيفنيتسكي، ستاريتسكي والعديد من الشخصيات المسرحية والكُتاب والفنانين البارزين.

## أشياء لتُرى
يتكون المجمع من منزل والد توبيليفيتش، ومبنى تذكاري، ومتحف أدبي تذكاري، وحديقة، ومنطقة هندسة المناظر الطبيعية 11 هكتارًا، وبركة وتمثال نصفي لكاربينكو-كاري. يُقام هنا بانتظام مهرجان المسرح التقليدي "جواهر سبتمبر".
يحتوي المتحف على حوالي ألفي معروض، ينتمي العديد منها إلى توبيليفيتش - تاركوفسكي أرسيني ألكساندروفيتش.

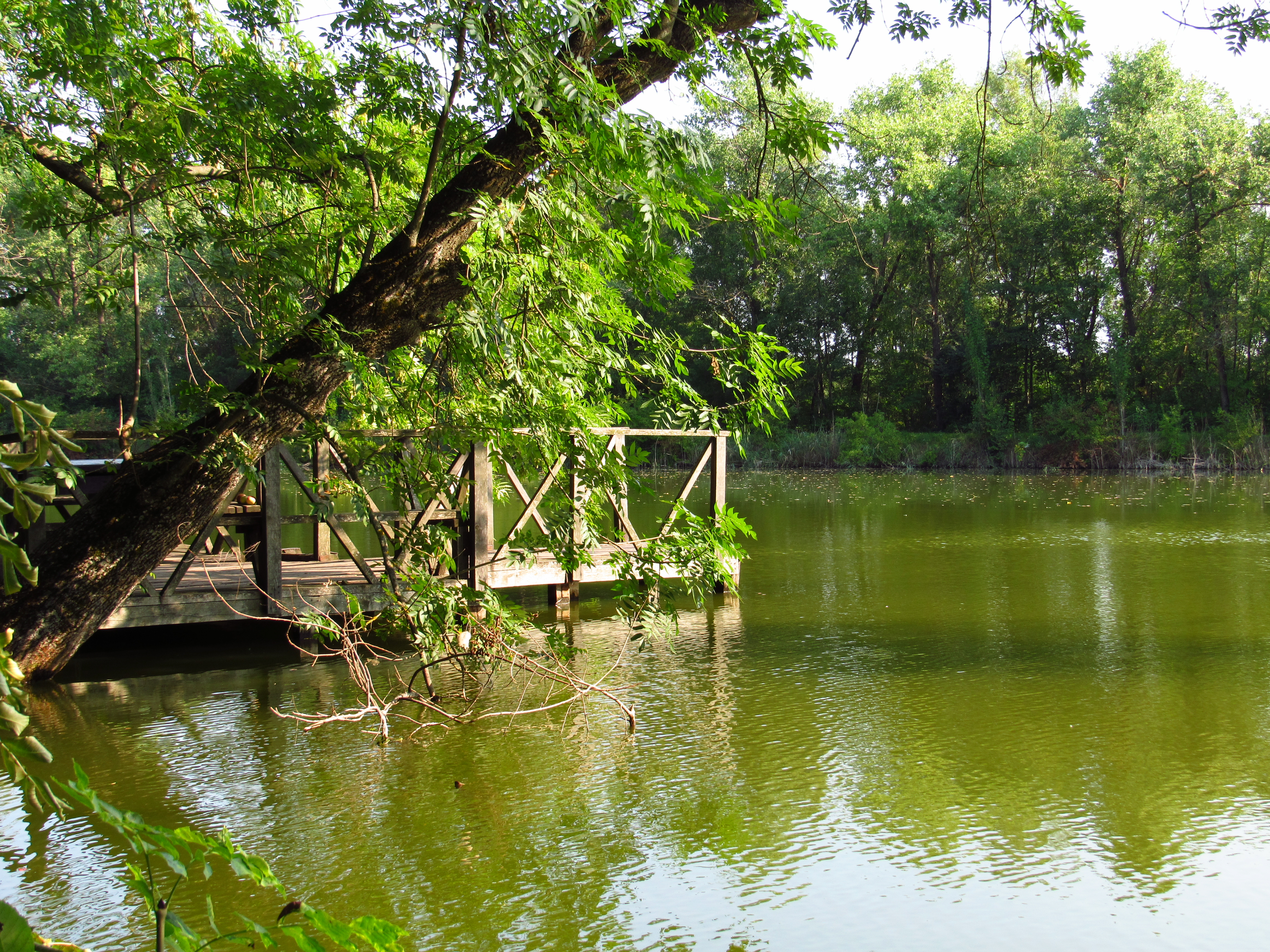
البحيرة في الحديقة

تقع مقبرة كارليوزينسكي في مكان قريب، حيث دُفن إيفان كاربوفيتش وعائلته.

## مهرجان جواهر سبتمبر
في عام 1970، وخلال الاحتفال بالذكرى الـ 125 لتوبيلفيتش، تم افتتاح مهرجان "جواهر سبتمبر" المسرحي السنوي. وشمل أعظم الكُتاب الأوكرانيين المعاصرين وعُمال المسرح، وأصبح أوكرانيًا في عام 1990.

## السياحة
في كل عام، تستقبل "خوتير ناديا" أكثر من 4000 زائر من مناطق مختلفة من أوكرانيا وخارجها. تم ترشيحها لتكون واحدة من عجائب الدنيا السبع في أوكرانيا رغم أنها لم تكن في القائمة النهائية.